# Giannetto De Rossi
Giannetto De Rossi (Roma, 8 agosto 1942 – Roma, 11 aprile 2021) è stato un truccatore, regista ed effettista italiano.
Considerato uno dei migliori truccatori italiani, Giannetto De Rossi è stato uno dei collaboratori storici di Lucio Fulci. Per lui, infatti, ha creato i trucchi e gli effetti speciali di film horror divenuti dei cult, quali Zombi 2, ...e tu vivrai nel terrore! - L'aldilà e Quella villa accanto al cimitero.
È stato sposato con Mirella De Rossi, anch'essa truccatrice.
Peculiarità del suo lavoro è di creare gli effetti direttamente sui corpi degli attori, tramite l'applicazione di protesi. Usa prevalentemente la creta, il lattice, la gommapiuma e plastiline.

## Biografia
De Rossi ereditò il mestiere di truccatore dal nonno, Camillo De Rossi, e dal padre, Alberto De Rossi. Il nonno fu il primo truccatore d'Italia. De Rossi passò dal trucco agli effetti speciali per provare nuove strade.
Decisivo per la sua carriera fu l'incontro con Lucio Fulci. Il primo film in cui i due collaborarono insieme fu la commedia I maniaci, per il quale De Rossi creò l'invecchiamento di Raimondo Vianello.
Nel 1972 De Rossi realizzò il trucco per Nonostante le apparenze... e purché la nazione non lo sappia... All'onorevole piacciono le donne, commedia di Lucio Fulci, interpretata da Lando Buzzanca, che fu truccato da De Rossi per farlo somigliare all'onorevole della Democrazia Cristiana Emilio Colombo, allora presidente del Consiglio. Per quel film De Rossi realizzò anche la scena del sogno di Buzzanca, quella con le mele che diventano natiche. De Rossi realizzò i disegni e le sculture.
Nel 1976 curò il trucco per Novecento, diretto da Bernardo Bertolucci e gli effetti speciali per Emanuelle in America, di Joe D'Amato. Per questo film, i suoi effetti applicati alle scene dei snuff movie  'scoperti' dalla protagonista (tra cui diverse flagellazioni a sangue, un seno tranciato, effetti di 'acidi' e punteruoli incandescenti applicati ai corpi delle vittime) furono tanto realistici da essere scambiati per veri e contribuirono alla leggenda urbana dell'esistenza effettiva degli snuff movie. Una delle comparse utilizzate per le sequenze, in seguito dichiarò che, pur essendo totalmente finti e ricostruiti, i risultati degli effetti di De Rossi erano tanto verosimili da averla lasciata a lungo traumatizzata.
Nel 1979 tornò a lavorare con Fulci, e i suoi trucchi e i suoi effetti speciali contribuirono al gran successo riscosso da Zombi 2. Inizialmente Fulci voleva realizzare degli zombi simili a quelli dello Zombi di George Romero, ma De Rossi rifiutò, perché li riteneva poco spaventosi e pallidi. Decise così di effettuare il trucco e gli effetti direttamente sugli attori, e usò la creta. Il risultato soddisfece Fulci, e ancora oggi il trucco e gli effetti del film sono ritenuti ottimi. La cosiddetta "scena dell'occhio" presente nel film, in cui a Olga Karlatos viene trafitto un occhio da una scheggia di legno, è divenuta una delle scene più famose dell'horror all'italiana e un caposaldo del cosiddetto eye splatter.
Sempre in quell'anno creò il trucco e gli effetti per Apocalypse domani, horror diretto da Antonio Margheriti, divenuto famoso per la scena in cui sparano a Giovanni Lombardo Radice e dal buco sulla sua pancia si vede chi ha sparato.
Nel 1980 partecipò a Luca il contrabbandiere, sempre diretto da Fulci. Per quel film realizzò solo una scena, una delle più violente: la tortura con la fiamma ossidrica ai danni di una spacciatrice. Il trucco fu fatto sul vero volto dell'attrice, usando la resistenza di un ferro da stiro e una guancia finta.
L'anno successivo De Rossi realizzò il trucco per ...e tu vivrai nel terrore! - L'aldilà, considerato uno dei migliori film di Fulci. Per questo film ripropose la scena dell'occhio estirpato. La mano che esce dal muro ed estrae l'occhio era la sua. Il film è noto anche per la scena dei ragni che assaltano Michele Mirabella. Questo fu l'ultimo film che lo vide collaborare con Lucio Fulci.
In seguito De Rossi lavorò soprattutto all'estero, partecipando tra gli altri a La maschera di ferro, per il quale realizzò la maschera che porta Leonardo DiCaprio, Dune, di David Lynch, e Alta tensione, di Alexandre Aja.

## Filmografia

### Regista e sceneggiatore
- Cyborg - Il guerriero d'acciaio (1989)
- Killer Crocodile 2 (1990)
- Tummy (1995)

### Truccatore
- Le ore dell'amore, regia di Luciano Salce (1963)
- Obiettivo ragazze, regia di Mario Mattoli (1963)
- I maniaci, regia di Lucio Fulci (1964)
- Cadavere per signora, regia di Mario Mattoli (1964)
- La donna del lago, regia di Luigi Bazzoni e Franco Rossellini (1965)
- Io, io, io... e gli altri, regia di Alessandro Blasetti (1966)
- Svegliati e uccidi, regia di Carlo Lizzani (1966)
- La bisbetica domata, regia di Franco Zeffirelli (1967)
- La cintura di castità, regia di Pasquale Festa Campanile (1967)
- C'era una volta il West, regia di Sergio Leone (1968)
- 6 dannati in cerca di gloria (The Invincible Six), regia di Jean Negulesco (1970)
- Quando le donne avevano la coda, regia di Pasquale Festa Campanile (1970)
- Waterloo, regia di Sergey Bondarchuk (1970)
- Quando gli uomini armarono la clava e... con le donne fecero din-don, regia di Bruno Corbucci (1971)
- Joe Valachi - I segreti di Cosa Nostra (The Valachi Papers), regia di Terence Young (1972)
- Nonostante le apparenze... e purché la nazione non lo sappia... All'onorevole piacciono le donne, regia di Lucio Fulci (1972)
- La più bella serata della mia vita, regia di Ettore Scola (1972)
- Il prode Anselmo e il suo scudiero, regia di Bruno Corbucci (1972)
- Valdez il mezzosangue, regia di John Sturges e Duilio Coletti (1973)
- Mercoledì delle ceneri (Ash Wednesday), regia di Larry Peerce (1973)
- Mussolini ultimo atto, regia di Carlo Lizzani (1974)
- Non si deve profanare il sonno dei morti, regia di Jorge Grau (1974)
- Novecento, regia di Bernardo Bertolucci (1976)
- Cattivi pensieri, regia di Ugo Tognazzi (1976)
- Il Casanova di Federico Fellini, regia di Federico Fellini (1976)
- Il re degli zingari (King of the Gypsies), regia di Frank Pierson (1978)
- L'umanoide, regia di Aldo Lado (1979)
- Zombi 2, regia di Lucio Fulci (1979)
- Apocalypse domani, regia di Anthony M. Dawson (1980)
- ...e tu vivrai nel terrore! - L'aldilà, regia di Lucio Fulci (1981)
- Quella villa accanto al cimitero, regia di Lucio Fulci (1981)
- Piraña paura (Piranha II: The Spawning), regia di James Cameron (1982)
- La traviata, regia di Franco Zeffirelli (1983)
- State buoni se potete, regia di Luigi Magni (1983)
- I predatori di Atlantide, regia di Ruggero Deodato (1983)
- Conan il distruttore (Conan the Destroyer), regia di Richard Fleischer (1984)
- Dune, regia di David Lynch (1984)
- Rambo III, regia di Peter MacDonald (1988)
- Killer Crocodile, regia di Fabrizio De Angelis (1989)
- Doctor M., regia di Claude Chabrol (1990)
- Il proiezionista (The Inner Circle), regia di Andrej Končalovskij (1991)
- Caterina di Russia (Catherine the Great), regia di Marvin J. Chomsky e John Goldsmith - film TV (1995)
- Dragonheart, regia di Rob Cohen (1996)
- Daylight - Trappola nel tunnel (Daylight), regia di Rob Cohen (1996)
- Kull il conquistatore (Kull the Conqueror), regia di John Nicolella (1997)
- La maschera di ferro (The Man in the Iron Mask), regia di Randall Wallace (1998)
- Asterix & Obelix contro Cesare (Astérix et Obélix contre César), regia di Claude Zidi (1999)
- Vatel, regia di Roland Joffé (2000)
- Harrison's Flowers, regia di Elie Chouraqui (2000)
- La rivolta (Uprising), regia di Jon Avnet - film TV (2001)
- Alta tensione (Haute tension), regia di Alexandre Aja (2003)
- I colori dell'anima (Modigliani), regia di Mick Davis (2004)
- La saga dei Nibelunghi (Ring of the Nibelungs), regia di Uli Edel - film TV (2004)
- Pompei, regia di Giulio Base - miniserie TV (2007)
- L'ultima legione (The Last Legion), regia di Doug Lefler (2007)
- Christopher Roth, regia di Maxime Alexandre (2010)

### Autore effetti speciali
- Cattivi pensieri, regia di Ugo Tognazzi (1976)
- Emanuelle in America, regia di Joe D'Amato (1976)
- Piraña paura (Piranha II: The Spawning), regia di James Cameron (1982)
- Doctor M., regia di Claude Chabrol (1990)